# Qingfengling Shuiku
Qingfengling Shuiku är en reservoar i Kina. Den ligger i provinsen Shandong, i den östra delen av landet, omkring 190 kilometer sydost om provinshuvudstaden Jinan. Qingfengling Shuiku ligger 153 meter över havet. Arean är 19,1 kvadratkilometer. Trakten runt Qingfengling Shuiku består till största delen av jordbruksmark. Den sträcker sig 11,5 kilometer i nord-sydlig riktning, och 6,5 kilometer i öst-västlig riktning.
Genomsnittlig årsnederbörd är 962 millimeter. Den regnigaste månaden är juli, med i genomsnitt 322 mm nederbörd, och den torraste är januari, med 6 mm nederbörd.